# 고스트 헌터스
고스트 헌터스(Ghost Hunters)는 2004년 10월 6일부터 현재까지 Syfy에서 방영중인 텔레비전 프로그램이다.